# 楠木ともり
楠木 ともり（くすのき ともり、1999年12月22日 - ）は、日本の女性声優、シンガーソングライター。東京都出身。ソニー・ミュージックアーティスツ所属。レコードレーベルはSACRA MUSIC。

## 経歴
中学2年生の頃からアニメが好きになり、『こばと。』の再放送を観た際に花澤香菜の演技に惚れ、声優を目指すようになった。養成所には通わず、独学で声優の勉強をしていた。
2016年、ソニー・ミュージックアーティスツ主催のオーディション企画「アニストテレス」の第5回で特別賞を受賞。この際、経験者でないと声優は厳しいと感じ、歌手志望でオーディションを受けていた。
2017年4月、『エロマンガ先生』の女子中学生役で声優デビュー。
2018年、『メルヘン・メドヘン』の鍵村葉月役でアニメ初主演。同年4月15日、SMA voice内にメンバーズサイト「TOMOROOM」が開設された。
2018年8月24日、『ソードアート・オンライン オルタナティブ ガンゲイル・オンライン』のレン役として『Animelo Summer Live 2018 "OK!"』に出演。
2019年3月9日、第13回声優アワードにて新人女優賞を受賞した。
2019年12月29日、楠木ともり バースデーライブ 2019 Kusunoki Tomori coming-of-age『WRAPPED///LIVE廿』にてソロ名義でのメジャーデビューを発表。2020年8月19日に1st EP『ハミダシモノ』を発売し、ソロ歌手としてデビューした。
2021年春頃より生来の体質によりダンス等大きな動きを伴う運動を行うとしびれが生じやすい状態にあると医師の診断を受け、以来ライブに関してはダンスパフォーマンスを制限した形で出演を継続していた。その後検診を進めていった結果、2022年9月に指定難病である遺伝性疾患「エーラス・ダンロス症候群（関節型）」に罹患しているとの診断を受けたことを同年11月1日に公表した。これを受けて、2023年3月末に『ラブライブ!虹ヶ咲学園スクールアイドル同好会』および『虹ヶ咲学園スクールアイドル同好会』の優木せつ菜（中川菜々）役を降板した。後任は同年4月より林鼓子が務める。なお、『ラブライブ! スクールアイドルフェスティバル ALL STARS』に関しては交代後も本作のサービス終了までは担当する。
2023年3月11日、第17回声優アワードにて、「虹ヶ咲学園スクールアイドル同好会」として歌唱賞を受賞。同月18日、ファミ通・電撃ゲームアワード2022にて、『ヘブンバーンズレッド』の茅森月歌役としてボイスアクター部門最優秀賞を受賞。

## 人物
3歳からピアノを習っており、中学時代は吹奏楽部、高校時代は軽音楽部に所属し 吹奏楽部ではトランペット、軽音楽部ではボーカルを担当していた。
声優になってからも歌手としての夢も諦めることはできず、インディーズで自ら作詞・作曲した楽曲やカバー曲をライブで披露していた。メジャーデビューが決まったという知らせを受けたときは、夢を一つ叶えることができて嬉しかったと同時に信じられなくて受け止めきれなかったと話している。好きな歌手はさユり、ハルカトミユキなどであり、自分の感情に寄り添ってくれて気持ちを落ち着かせてくれる曲が好きだと語っている。
声優を目指し始めたころは、デザインの仕事にも興味を持っていたため、美大に通いながら声優の夢も追いかけたいと思っていた。しかしアニメの主役が決まってからは、仕事との両立は難しいと思い進学は諦めた。ただ仕事を通して、CD盤面やライブグッズなどやりたいと思っていたデザインに関わることができていると語っている。また絵を描くことを特技として挙げており、普段は本人が演じたキャラクターの絵やゼンタングルを描いている。
中学時代には生徒会長を務めており、人前に立つと普段の自分とは別の人間になったようで楽しいと感じていたという。声優という職業について「自分がなれなかったものになれる」と考えており、これらの共通点は仕事にやりがいや楽しさを感じることの一つだと語っている。また「変身」に強い憧れを持っており、それを題材とした魔法少女アニメが好きと語っている。その一作品である『東京ミュウミュウ』は、アニメが好きになったきっかけとして挙げている。他に好きな作品として、『〈物語〉シリーズ』や『パプリカ』などを挙げている。
自身を「打たれ弱いが負けず嫌い」と評している。周りからは「しっかりしている」との印象を持たれることが多い。
活動する上で「みんなの心にあかりを灯す」を指針としており、苦しんでいる人の隣に寄り添える存在でいたいと語っている。過去にいじめられた経験があり、その時自身の心に明かりを灯してくれた存在がアニメやアニソンだったという。
Animelo Summer Live 2019にてミュージシャンの平沢進のファンで、平沢進が率いたテクノポップバンド、P-modelの「美術館で会った人だろ」などの曲が好きだと語っている。また、ラジオ番組「楠木ともり The Music Reverie」では平沢進のソロ曲「Mother」が好きだと語っている。
5歳上の姉がおり、好きなものや部活など姉から影響を受けることが多かったという。

## 演技
人からよく「個性がない声」と言われると語っており、自分の声の特徴よりキャラの特徴を掴んで芝居をしているという。
テレビアニメ『ソードアート・オンライン オルタナティブ ガンゲイル・オンライン』で主人公・レン役に受かった際には、アニメ『ソードアート・オンライン』で主人公・キリトを演じていた松岡禎丞の演技を何度も聞いて勉強をしていたといい、憧れの声優であると語っている。

## 出演
太字はメインキャラクター。

### テレビアニメ
2017年
- エロマンガ先生（女子中学生A）
- 戦姫絶唱シンフォギアAXZ（女の子）
- Just Because!（放送部部員）
- クジラの子らは砂上に歌う（スズ）
- 少女終末旅行（女子学生A）

2018年
- メルヘン・メドヘン（2018年 - 2019年、鍵村葉月、シンデレラ）
- スロウスタート（十倉光希）
- タイムボカン 逆襲の三悪人（竹千代）
- ソードアート・オンライン オルタナティブ ガンゲイル・オンライン（2018年 - 2024年、レン / 小比類巻香蓮、ピーちゃん、特殊効果音、ナーちゃん） - 2シリーズ
- キラッとプリ☆チャン（2018年 - 2021年、桃山ひかり、バグッチュ、オレンジガールズ、ファン、ティー、女の子 他）
- 斉木楠雄のΨ難（メイド）
- ラストピリオド -終わりなき螺旋の物語-（オラクル）
- アニマエール!（舘島虎徹）
- あかねさす少女（月見里真結希）
- RELEASE THE SPYCE（才賀伊智香）

2019年
- ピアノの森（エミリア）
- ACTORS -Songs Connection-（光司陽菜）
- アサシンズプライド（メリダ＝アンジェル）
- 歌舞伎町シャーロック（2019年 - 2020年、ジュリ）

2020年
- 遊☆戯☆王SEVENS（2020年 - 2022年、霧島ロミン）
- 魔王学院の不適合者 〜史上最強の魔王の始祖、転生して子孫たちの学校へ通う〜（2020年 - 2024年、ミーシャ・ネクロン / アイシャ〈ミーシャ＋サーシャ〉） - 3シリーズ
- デカダンス（ナツメ）
- ラブライブ!虹ヶ咲学園スクールアイドル同好会（2020年 - 2022年、優木せつ菜） - 2シリーズ
- 魔女の旅々（セレナ）

2021年
- ワンダーエッグ・プライオリティ（青沼ねいる、青沼アイル）
- 怪物事変（蚊賀モモカ）
- 精霊幻想記（2021年 - 2024年、ラティーファ） - 2シリーズ
- 先輩がうざい後輩の話（五十嵐双葉）
- マブラヴ オルタネイティヴ（2021年 - 2022年、鑑純夏） - 2シリーズ

2022年
- ぷちセカ（宵崎奏）
- 阿波連さんははかれない（2022年 - 2025年、佐藤ハナコ） - 2シリーズ
- プリマドール（鴉羽）
- 遊☆戯☆王ゴーラッシュ!!（2022年 - 2025年、霧島ロヴィアン、霧島ロミン）
- チェンソーマン（マキマ）
- 不滅のあなたへ（2022年 - 2025年、ヒサメ、ミズハ） - 2シリーズ

2023年
- スパイ教室（アネット） - 2シリーズ
- にじよん あにめーしょん（優木せつ菜）
- ツンデレ悪役令嬢リーゼロッテと実況の遠藤くんと解説の小林さん（リーゼロッテ・リーフェンシュタール）
- 英雄王、武を極めるため転生す 〜そして、世界最強の見習い騎士♀〜（レオーネ・オルファー）
- 魔法少女マジカルデストロイヤーズ（狂太郎 / オリジン）
- ゾン100〜ゾンビになるまでにしたい100のこと〜（三日月閑）
- 経験済みなキミと、経験ゼロなオレが、お付き合いする話。（谷北朱璃）
- ひきこまり吸血姫の悶々（テラコマリ・ガンデスブラッド）
- 豚のレバーは加熱しろ（2023年 - 2024年、ジェス）
- ティアムーン帝国物語〜断頭台から始まる、姫の転生逆転ストーリー〜（アンヌ・リトシュタイン）
- カミエラビ（2023年 - 2024年、イヨ / ⼆奈唯世） - 2シリーズ
- レヱル・ロマネスク2（むむむ）
- ダークギャザリング（百鬼曜子）

2024年
- マッシュル-MASHLE- 神覚者候補選抜試験編（ツララ・ヘイルストーン）
- 魔都精兵のスレイブ（和倉青羽）
- 望まぬ不死の冒険者（ラウラ）
- Unnamed Memory（2024年 - 2025年、ミラリス） - 2シリーズ
- ぷにるんず（2024年 - 2025年、ひかるん） - 2シリーズ

2025年
- Sランクモンスターの《ベヒーモス》だけど、猫と間違われてエルフ娘の騎士として暮らしてます（ヴァルカン）
- 異修羅（全ての敵、シキ）
- 忍者と殺し屋のふたりぐらし（草隠あすか）
- ウィッチウォッチ（宮尾音夢）
- 異世界黙示録マイノグーラ〜破滅の文明で始める世界征服〜（汚泥のアトゥ）
- 友達の妹が俺にだけウザい（月ノ森真白）

時期未定
- ブレイド&バスタード（ガーベイジ）

### 劇場アニメ
- 劇場版シティーハンター 〈新宿プライベート・アイズ〉（2019年、幼い少女）
- 劇場版 ハイスクール・フリート（2020年、阿部亜澄[87]）
- 映画 トロピカル〜ジュ!プリキュア 雪のプリンセスと奇跡の指輪!（2021年、ホワン[88]）
- 劇場版プロジェクトセカイ 壊れたセカイと歌えないミク（2025年、宵崎奏[89]）
- 劇場版 チェンソーマン レゼ篇（2025年、マキマ[90]）

### OVA
- 「アルマギア」オリジナルミニアニメーション映像（2019年、ティア）  - アルマギア -Project- 6thシングル初回仕様限定盤
- OVA アズールレーン Queen's Orders（2023年、グラスゴー、シアトル）

### Webアニメ
- 少女☆寸劇 オールスタァライト（2019年、巴珠緒[91]）
- セリア先生のわくわくまじかる教室（2021年、ラティーファ）
- 阿波連さんははかれない ミニ（2022年、佐藤ハナコ）
- TIGER & BUNNY 2（2022年、ラーラ・チャイコスカヤ / マジカルキャット[92]）
- BASTARD!! -暗黒の破壊神-（2022年 - 2023年、ティア・ノート・ヨーコ[93]） - 2シリーズ[一覧 12]
- ツンデレ悪役令嬢リーゼロッテと実況の遠藤くんと解説の小林さんミニアニメ「小林さんのツンデレ講座」（2022年、リーゼロッテ・リーフェンシュタール）
- 25時、ナイトコードで。- Journey to Bloom『SELF』（2023年、宵崎奏）
- セリア先生のどきどきインタビュールーム（2024年、ラティーファ）
- 崩壊:スターレイル ショートアニメ（2024年、AR-26710 / ホタル）

### ゲーム
2017年
- Revolve-リボルヴ-（白雪メイ）
- きららファンタジア（2017年 - 2021年、きらら、舘島虎徹、十倉光希）

2018年
- WAR OF BRAINS Re:Boot（帝国白魔道 ローザ）
- ソードアート・オンライン フェイタル・バレット（レン） - DLC追加キャラクター
- ラブライブ！ スクールアイドルフェスティバル（2018年 - 2023年、優木せつ菜）
- 極光のレムリア 〜Hidden elements〜（マーシャ）
- クイズRPG 魔法使いと黒猫のウィズ（王子日葵 / エニグマサンフラワー）
- 温泉むすめ ゆのはなこれくしょん（大手町梨稟）
- 白猫プロジェクト（ピアナ・メイヘルン）
- Revolve Act -S-（白雪メイ）
- 花園学園（ヴィヴィ）
- オルタンシア・サーガ -蒼の騎士団-（プレンシェル）
- 少女☆歌劇 レヴュースタァライト -Re LIVE-（巴珠緒）
- ヴァイタルギア（フラバレット）
- 逆転オセロニア（カナリー）
- デスティニーチャイルド（ヴィーナス）
- 恒星少女（ポリマ）

2019年
- 非人類学園 -Extraordinary Ones-（一反木綿）
- メリーガーランド（ピルキル）
- 政剣マニフェスティア（ヒナコ・サコミズ、イチコ・ミヤザワ、サリーヌ・イデミツ）
- モンスターストライク（2019年 - 2024年、胡喜媚、レグルス、涅槃寂静、マジカルキャット、マキマ、コルティーナ）
- エンゲージプリンセス〜眠れる姫君と夢の魔法使い〜（グロリア）
- ブラウンダスト（レクリス）
- アズールレーン（2019年 - 2023年、シアトル、伊58、グラスゴー）
- 消滅都市0.（アヤメ）
- 八月のシンデレラナイン（小鳥遊柚）
- 剣と天秤のディテクタシー（リネット）
- ドラゴンクエストライバルズ（セラフィ）
- 獅子の如く（濃姫）
- ラブライブ！スクールアイドルフェスティバル ALL STARS（2019年 - 2023年、優木せつ菜）
- 東方キャノンボール（高麗野あうん）
- 妖怪正伝〜もののけ山海経〜（花鈴）

2020年
- ビーナスイレブンびびっど！（天使みこと）
- にゃんグリラ（ララ）
- 8 beat Story♪（クゥエル）
- BATON=RELAY（堤八雲）
- Cytus II（Vanessa）
- 共闘ことばRPG コトダマン（2020年 - 2023年、ウタワレ、コロビショップ、サン死ゴエモン、タリヤンダリ、ンシャカ、マキマ）
- グランブルーファンタジー（2020年 - 2021年、ホリン）
- ファイナルファンタジー・クリスタルクロニクルリマスター（ベル・ダット） - DLCキャラクター
- ドラゴンクエストX いばらの巫女と滅びの神（セラフィ）
- プロジェクトセカイ カラフルステージ! feat. 初音ミク（2020年 - 2024年、宵崎奏）
- RANBU 三国志乱舞（荀イク、陸遜）

2021年
- WAR OF THE VISIONS ファイナルファンタジー ブレイブエクスヴィアス 幻影戦争（クレイス）
- 精霊幻想記アナザーテイル（ラティーファ）
- 白夜極光（バイス）
- IDOLY PRIDE（2021年 - 2022年、橋本さとみ）
- ブレイブ フロンティア レゾナ（レオノーラ）
- 転生したらスライムだった件 魔王と竜の建国譚（シンシヤ）
- Project MIKHAIL（鑑純夏）

2022年
- DEEMO II（エコー）
- ブレイブリーデフォルト ブリリアントライツ（クレア）
- ヘブンバーンズレッド（茅森月歌）
- 異世界に飛ばされたらパパになったんだが 〜 精霊騎士団物語 〜（コイ）
- モンスターハンターライズ:サンブレイク（チッチェ）

2023年
- 勝利の女神:NIKKE（バイパー、マキマ）
- モンスターユニバース
- 英雄王、武を極めるため転生す〜ブレイブリーロード〜（レオーネ・オルファー）
- マギアレコード 魔法少女まどか☆マギカ外伝（エボニー）
- ドラゴンクエストX 眠れる勇者と導きの盟友 オフライン（セラフィ）
- 遊戯王 デュエルリンクス（霧島ロミン）
- ミステリーレコード（シズカ）

2024年
- マブラヴ：ディメンションズ（鑑純夏）
- 崩壊:スターレイル（ホタル）
- エクスアストリス（アステロ）
- ソードアート・オンライン フラクチュアード デイドリーム（レン）

2025年
- HYKE:Northern Light(s)（オーロラ）
- 新月同行（結）

時期不明
- 桃源乡（緑英）

### ドラマCD
- 精霊幻想記（2018年 - 2020年、ラティーファ[173][174][175]） - 小説12・14・17巻ドラマCD付き特装版
- ゴブリンスレイヤー（2020年、赤毛の森人） - 小説第12巻ドラマCD限定特装版
- 友達の妹が俺にだけウザい（2020年 - 2022年、月ノ森真白[176]） - 4・5・7・8・9巻ドラマCD付き特装版
- ティアムーン帝国物語 〜断頭台から始まる、姫の転生逆転ストーリー〜（2022年、アンヌ・リトシュタイン）
- ツンデレ悪役令嬢リーゼロッテと実況の遠藤くんと解説の小林さん（2022年、リーゼロッテ・リーフェンシュタール[177]）

### ナレーション
- アニメロサマーライブ2019密着特番（2019年9月28日、BSフジ）[178]
- 月刊コミックアライブ （2021年、3 - 8月号 CMナレーション[179][180]）
- 創造錬金術師は自由を謳歌する CMナレーション（2021年[181]）
- かまいガチ（2021年12月10日、テレビ朝日）
- NURO 光 サポート動画 ナレーション（2022年[182]）
- 朝メシまで。（2023年 - 2025年、テレビ朝日）[183]
- キレートレモン BECARE CMナレーション（2023年[184]）
- 不思議体験ファイル 信じてください!!（2024年6月25日、関西テレビ）[185]

### PV
- スパイ教室 PV（2020年、コードネーム〈忘我〉[186]）
- 豚のレバーは加熱しろ PV（2020年、ジェス[187]）
- 電撃文庫朗読してみた
  - 三角の距離は限りないゼロ（2021年[188]）
  - となりの彼女と夜ふかしごはん（2021年[189]）
  - ギルドの受付嬢ですが、残業は嫌なのでボスをソロ討伐しようと思います（2021年[190]）
  - Hello,Hello and Hello（2021年[191]）
- 勇者刑に処す 懲罰勇者9004隊刑務記録 PV（2021年、テオリッタ[192]）
- 青のアウトライン PV（2022年、柏崎侑里[193]）
- エンド・オブ・アルカディア PV（2022年、フィリア・ロードレイン[194]）
- 山本君の青春リベンジ！ PV（2023年、柏木さん[195]）
- カナン様はあくまでチョロい PV（2023年、高潔カナン[196]）
- 魔女に首輪は付けられない PV（2024年）[197]

### オーディオドラマ
- メルヘン・メドヘン 小説第4巻限定版特典オーディオドラマ（2018年、鍵村葉月[198]）
- 「夜に駆ける」オーディオドラマ（2021年、彼女[199]）
- プロジェクトセカイ カラフルステージ! feat. 初音ミク ボイスドラマ（2021年 - 2022年、宵崎奏） - 2作品[一覧 13]

### ASMR
- ASMR of Rail Works むむむ（2023年、むむむ）
- 蓄音レヱル むむむ（2023年、むむむ）

### デジタルコミック
- にじよん シーズン3・4（2020年 - 2021年、優木せつ菜） - 2シリーズ
- 戦争は女の顔をしていない コミック朗読PV（2020年、女性兵士[200]）

### テレビ番組
- 踊る!さんま御殿!!（2021年7月13日、日本テレビ）[201]
- Anison Days（2022年6月24日、BS11）[202]

### ラジオ
※はインターネット配信。
- メルヘン・メドヘン 楠木ともりの見習いラジオ（2017年 - 2018年、音泉※・HiBiKi Radio Station※・超!A&G+※）[203]
- ソードアート・オンライン オルタナティブ ガンゲイル・オフライン（2018年、音泉※・HiBiKi Radio Station※）[204]
- 楠木ともりのきららファンタジアラジオ（2018年 - 2022年、AbemaRADIO※）[205]
- ラブライブ!虹ヶ咲学園 〜お昼休み放送室〜（2018年 - 2020年、HiBiKi Radio Station※）[206]
- 楠木ともりのともりるきゃんどる（2018年 - 2023年、音泉※）[207]
- 本渡楓・楠木ともりのFUN'S PROJECT LAB（2019年 - 2020年、文化放送）
- アサシンズプラジオ（2019年 - 2020年、HiBiKi Radio Station※）[208]
- 友達の妹がラジオでもウザい（2019年 - 、YouTube※・Twitter※）[209] - 不定期更新
- ラブライブ!虹ヶ咲学園 〜おはよう放送室〜（2020年 - 2022年、HiBiKi Radio Station※）[210]
- 楠木ともり The Music Reverie（2020年 - 、文化放送）[211]
- 魔王学院の不適合者 〜史上最強の魔王の始祖、転生して子孫たちのラジオに出る〜（2020年 - 2024年、音泉※） - 2シリーズ[一覧 14][212]
- 25時、ナイトラジオで。（2020年 - 2023年、YouTube※）
- 小説家になろう Novel on Radio（2021年、FM802） - 4月マンスリーアーティスト
- ツンデレ悪役令嬢リーゼロッテと実況の遠藤くんと解説の小林さんと進行の楠木さん（2023年、音泉※）[213]
- 豚のラジオは加熱しろ（2023年 - 2024年、音泉※・YouTube※）[214]
- 楠木ともりのこと。（2024年、音泉※）[215]
- 帰ってきた！ ソードアート・オンライン オルタナティブ ガンゲイル・オフライン（2024年、音泉※）[216]

### ラジオCD
- メルヘン・メドヘン ラジオCD（2018年 - 2019年）[217] - BD第2巻・第4巻・第6巻 初回限定特典
- DJCD「ソードアート・オンライン オルタナティブ ガンゲイル・オフライン」 Vol.1（2018年）[218]
- DJCD「楠木ともりのともりるきゃんどる」（2019年）[219]
  - 魔法少女りるりるラジオ（2019年）[220]
  - まだまだ子供なNINETEEN!?（2020年）
  - お笑い特訓って、マジ卍ーーーっ！（2020年）
  - 魔法少女りるりるオーディオブック（2020年）
  - ともりる・ラジオ・フェスティバル（2021年）
  - ともりる・ムービー・ステーション（2021年）
  - ともりる・ムービー・ステーション スペシャル（2023年）
- DJCD「魔王学院の不適合者 〜史上最強の魔王の始祖、転生して子孫たちのラジオに出る〜」（2021年）

### インターネット放送
- 鈴代と楠木のガンガンGAちゃんねるいもウザスペシャル（2020年7月9日、YouTube・ニコニコ動画）[221]
- 楠木ともりを灯せていますか？（2020年 - 、ニコニコチャンネル）[222]
- 鈴代と楠木のガンガンGAちゃんねる（2021年 - 、YouTube・ニコニコ動画）[223] - 4組のローテーションにて月1配信
- ホロごえっ!（2024年 - 2025年、ABEMA）[224]

### 映像商品
- メルヘン・メドヘン ニコニコ生放送特番映像（2018年）[217] - BD第1巻、第3巻、第5巻 初回限定特典
- メルヘン・メドヘン キャストバラエティ映像 『もうひとつの“ヘクセンナハト”』Part1-6（2018年 - 2019年）[217] - BD第1巻-第6巻 映像特典
- DVD「楠木ともりのリアル・スクワッド・ジャム！」（2018年）
- 8 beat Story♪ 2_wEi 2nd LIVE Final「Past 2 Present, Stand for the Future.」（2020年）[225]
- プロジェクトセカイ カラフルステージ! feat. 初音ミク セカイシンフォニー Sekai Symphony 2022 Live Blu-ray（2022年）[226]

### 舞台
- 罠 Piège pour un homme seul（2019年）エリザベート 役[227]
- 声の優れた俳優によるドラマリーディング「こゝろ」（2019年）静 役[228]
- 朗読で描く海外名作シリーズ 音楽朗読劇 「レ・ミゼラブル」（2019年）コゼット 役他[229]
- 朗読劇「Act Session vol.2『Re: -the beginning of the end-』」（2023年）[230]

### その他コンテンツ
- 温泉むすめ（2017年、大手町梨稟[231]）
- バンめし♪（2018年、栗花落夜風）
- プリマドール（2020年、鴉羽[232]）
- Princess Letter(s)! フロムアイドル（2021年、水茎あやめ[233]）
- 僕らまだアンダーグラウンド（2021年、少年、少女[234]） - Eve Official App ZINGAI 内
- オーディオブック『ラブライブ!虹ヶ咲学園スクールアイドル同好会 素顔のフォトエッセイシリーズ RainbowDays〜優木せつ菜〜』（2022年、優木せつ菜）
- 音泉×筆ぐるめ SNSで年賀状を送ろう（2024年）[235]
- 劇場版プロジェクトセカイ コラボCM
  - ホットペッパービューティー×劇場版プロジェクトセカイ「#想髪で新セカイへ」キャンペーン（2024年 - 2025年、宵崎奏）
  - 劇場版プロセカ×LAVIE SOLコラボムービー「TUNE YOUR COLORS」（2024年、宵崎奏）

## ディスコグラフィ

### シングル
|                | 発売日       | タイトル | 規格品番       | 規格品番    | 規格品番       | 規格品番  | オリコン 最高位 |
| 初回生産限定盤 | 発売日       | タイトル | フォトブック盤 | 通常盤      | 期間生産限定盤 |           | オリコン 最高位 |
| -------------- | ------------ | -------- | -------------- | ----------- | -------------- | --------- | --------------- |
| 1st            | 2024年5月8日 | シンゲツ | VVCL-2465/6    | VVCL-2467/8 | VVCL-2469      | VVCL-2470 | 9位             |

### 配信限定
|     | 配信日         | タイトル     |
| --- | -------------- | ------------ |
| 1st | 2020年12月23日 | アカトキ     |
| 2nd | 2021年2月6日   | sketchbook   |
| 3rd | 2021年8月25日  | タルヒ       |
| 4th | 2022年3月31日  | 山荷葉       |
| 5th | 2022年5月12日  | もうひとくち |
| 6th | 2023年12月16日 | back to back |

### アルバム

#### EP
|       | 発売日         | タイトル        | 規格品番     | 規格品番        | 規格品番     | 規格品番  | オリコン 最高位 |
| CD+BD | 発売日         | タイトル        | CD+DVD       | CD+フォトブック | CD           |           | オリコン 最高位 |
| ----- | -------------- | --------------- | ------------ | --------------- | ------------ | --------- | --------------- |
| 1st   | 2020年8月19日  | ハミダシモノ    | VVCL-1660/1  | VVCL-1665/6     | VVCL-1662/3  | VVCL-1664 | 6位             |
| 2nd   | 2021年4月28日  | Forced Shutdown | VVCL-1838/9  | VVCL-1840/1     | VVCL-1842/3  | VVCL-1844 | 4位             |
| 3rd   | 2021年11月10日 | narrow          | VVCL-1936/7  | VVCL-1938/9     | VVCL-1940/1  | VVCL-1942 | 9位             |
| 4th   | 2022年6月1日   | 遣らずの雨      | VVCL-2046/7  | VVCL-2048/9     | VVCL-2050/1  | VVCL-2052 | 6位             |
| 5th   | 2024年11月6日  | 吐露            | VVCL-2610/11 |                 | VVCL-2612/13 | VVCL-2614 | 14位            |

#### フルアルバム
|              | 発売日        | タイトル | 規格品番        | 規格品番     | 規格品番  | オリコン 最高位 |
| CD+BD+グッズ | 発売日        | タイトル | CD+フォトブック | CD           |           | オリコン 最高位 |
| ------------ | ------------- | -------- | --------------- | ------------ | --------- | --------------- |
| 1st          | 2023年5月24日 | PRESENCE | VVCL-2253〜6    | VVCL-2257〜9 | VVCL-2260 | 34位            |
| 1st          | 2023年5月24日 | ABSENCE  | VVCL-2253〜6    | VVCL-2257〜9 | VVCL-2261 | 35位            |

### 映像作品
|                | 発売日        | タイトル                                           | 規格品番   | 規格品番 | 規格品番 |
| 完全生産限定盤 | 発売日        | タイトル                                           | BD         | DVD      |          |
| -------------- | ------------- | -------------------------------------------------- | ---------- | -------- | -------- |
| 1st            | 2022年12月7日 | Tomori Kusunoki Zepp TOUR 2022『SINK FLOAT』       | VVXL-107/8 | VVXL-109 | VVBL-158 |
| 2nd            | 2023年11月1日 | Kusunoki Tomori Birthday Live 2022『RINGLEAM』     | VVXL-177/8 | VVXL-179 |          |
| 3rd            | 2024年11月6日 | TOMORI KUSUNOKI BIRTHDAY LIVE 2023『back to back』 |            | VVXL-215 |          |

### タイアップ曲
| 楽曲         | タイアップ | 時期   |
| ------------ | --- | ------ |
| ハミダシモノ | テレビアニメ『魔王学院の不適合者〜史上最強の魔王の始祖、転生して子孫たちの学校へ通う〜』エンディングテーマ              | 2020年 |
| シンゲツ     | テレビアニメ『魔王学院の不適合者 II 〜史上最強の魔王の始祖、転生して子孫たちの学校へ通う〜』第2クールエンディングテーマ | 2024年 |
| 風前の灯火   | テレビ番組『スイッチン!』11月エンディングテーマ                                                                         | 2024年 |

### キャラクターソング
| 発売日   | 商品名                                                                                               | 歌 | 楽曲 | 備考                                                                                             |
| 2018年   | 2018年                                                                                               | 2018年 | 2018年 | 2018年                                                                                           |
| -------- | --- | --- | --- | ------------------------------------------------------------------------------------------------ |
| 5月9日   | To see the future                                                                                    | レン（楠木ともり） | 「To see the future」 | テレビアニメ『ソードアート・オンライン オルタナティブ ガンゲイル・オンライン』エンディングテーマ |
| 6月22日  | ソードアート・オンライン オルタナティブ ガンゲイル・オンライン BD・DVD第1巻特典CD                    | レン（楠木ともり） | 「Lucky Girl」 | テレビアニメ『ソードアート・オンライン オルタナティブ ガンゲイル・オンライン』関連曲             |
| 11月7日  | テレビアニメ「アニマエール！」テーマソングコレクション -Smile-                                       | 神ノ木高校チアリーディング部 | 「ジャンプアップ↑エール!!」 | テレビアニメ『アニマエール！』オープニングテーマ                                                 |
| 11月7日  | テレビアニメ「アニマエール！」テーマソングコレクション -Smile-                                       | 神ノ木高校チアリーディング部 | 「One for All」 | テレビアニメ『アニマエール！』エンディングテーマ                                                 |
| 11月7日  | テレビアニメ「アニマエール！」テーマソングコレクション -Smile-                                       | 神ノ木高校チアリーディング部 | 「Color select」 | テレビアニメ『アニマエール！』関連曲                                                             |
| 11月7日  | テレビアニメ「アニマエール！」テーマソングコレクション -Wink-                                        | 舘島虎徹（楠木ともり） | 「だだもれ♥シークレットハート」 | テレビアニメ『アニマエール！』関連曲                                                             |
| 11月28日 | ソードアート・オンライン オルタナティブ ガンゲイル・オンライン BD・DVD第6巻特典CD                    | 小比類巻香蓮（楠木ともり） | 「雨のち晴れ」 | テレビアニメ『ソードアート・オンライン オルタナティブ ガンゲイル・オンライン』関連曲             |
| 12月5日  | ビター・エスケープ                                                                                   | 栗花落夜風（楠木ともり） | 「ビター・エスケープ 〜夜風 edition〜」 | 『バンめし♪』関連曲                                                                              |
| 12月25日 | Passionate Journey                                                                                   | 大手町梨稟（楠木ともり） | 「Passionate Journey」 「願いキラキラきらり」 | 『温泉むすめ』関連曲                                                                             |
| 2019年   | | | |                                                                                                  |
| 3月13日  | 漂白脱兎                                                                                             | Blanc Bunny Bandit［栗花落夜風（楠木ともり）］                                                                                     | 「シンクロフィッシュ」 | 『バンめし♪』関連曲                                                                              |
| 3月13日  | 漂白脱兎                                                                                             | Blanc Bunny Bandit | 「漂白脱兎」 | 『バンめし♪』関連曲                                                                              |
| 3月13日  | 漂白脱兎                                                                                             | Blanc Bunny Bandit | 「アバンギャルド・バンドガールズ」 | 『バンめし♪』関連曲                                                                              |
| 3月13日  | 漂白脱兎                                                                                             | 八萬伝統地区振興会 | 「奥美濃八萬歌」 | 『バンめし♪』関連曲                                                                              |
| 5月22日  | 蝶になってみませんか                                                                                 | 凛明館女学校 | 「蝶になってみませんか」 「ディスカバリー！」 | ゲーム『少女☆歌劇 レヴュースタァライト -Re LIVE-』関連曲                                         |
| 5月29日  | 楠木ともりのともりるきゃんどる 魔法少女りるりるのテーマ                                              | 魔法少女りるりる（楠木ともり） | 「魔法少女りるりるのテーマ」 | ラジオ『楠木ともりのともりるきゃんどる』関連曲                                                   |
| 10月16日 | 少女☆歌劇 レヴュースタァライト レヴューアルバム ラ・レヴュー・エターナル                             | 石動双葉（生田輝）、花柳香子（伊藤彩沙）、巴珠緒（楠木ともり）、秋風塁（紡木吏佐）                                                 | 「追って追われてシリウス」 | ゲーム『少女☆歌劇 レヴュースタァライト -Re LIVE-』関連曲                                         |
| 10月23日 | フォレストリンカネーション_-diva.Tia＆Kera-                                                          | ティア（楠木ともり）、ケラ（石原夏織）                                                                                             | 「フォレストリンカネーション」 | 『アルマギア -Project-』関連曲                                                                   |
| 10月23日 | フォレストリンカネーション_-diva.Tia＆Kera-                                                          | ティア（楠木ともり） | 「Calling in fight」 | 『アルマギア -Project-』関連曲                                                                   |
| 11月11日 | - | エニグマフラワーズ | 「NON STOP！エニグマフラワーズ」 | ゲーム『魔法使いと黒猫のウィズ』内イベント「からふる！エニグマフラワーズ」OP主題歌               |
| 11月20日 | Torchlight〜夢の灯り〜                                                                               | KiraraQuintet | 「Torchlight〜夢の灯り〜」 | ゲーム『きららファンタジア』主題歌                                                               |
| 11月27日 | 異人たちの時間                                                                                       | メリダ＝アンジェル（楠木ともり）                                                                                                   | 「異人たちの時間」 | テレビアニメ『アサシンズプライド』エンディングテーマ                                             |
| 2020年   | | | |                                                                                                  |
| 1月29日  | 劇場版!?魔法少女りるりる 主題歌「Light up!」                                                         | 魔法少女りるりる（楠木ともり） | 「劇場版!?魔法少女りるりる 主題歌『Light up!』」 | ラジオ『楠木ともりのともりるきゃんどる』関連曲                                                   |
| 3月18日  | 共鳴性白染自由主義                                                                                   | Blanc Bunny Bandit | 「共鳴性白染自由主義」 | 『バンめし♪』関連曲                                                                              |
| 3月18日  | 共鳴性白染自由主義                                                                                   | Blanc Bunny Bandit［栗花落夜風（楠木ともり）］                                                                                     | 「砂漠を泳ぐ」 | 『バンめし♪』関連曲                                                                              |
| 3月18日  | 共鳴性白染自由主義                                                                                   | Blanc Bunny Bandit | 「OUR JOURNEY」 | 『バンめし♪』関連曲                                                                              |
| 3月18日  | 共鳴性白染自由主義                                                                                   | Blanc Bunny Bandit | 「新世界ライオット」 | 『バンめし♪』関連曲                                                                              |
| 4月5日   | 刹那、轟く歓声                                                                                       | IN-HI 16 | 「No.1 HOLiC」 「IENAI」 「UNKNOWNS」 | ゲーム『八月のシンデレラナイン』関連曲                                                           |
| 7月15日  | バンめし♪ ふるさとグランプリ ROUND1 〜春の陣〜                                                       | Blanc Bunny Bandit［栗花落夜風（楠木ともり）］                                                                                     | 「ROOM」 | 『バンめし♪』関連曲                                                                              |
| 9月23日  | イニシャル                                                                                           | 愛城華恋（小山百代）、神楽ひかり（三森すずこ）、雪代晶（野本ほたる）、大月あるる（潘めぐみ）、巴珠緒（楠木ともり）                 | 「イニシャル」 | ゲーム『少女☆歌劇 レヴュースタァライト -Re LIVE-』関連曲                                         |
| 9月30日  | 魔王学院の不適合者〜史上最強の魔王の始祖、転生して子孫たちの学校へ通う〜 BD・DVD第1巻特典CD          | ミーシャ（楠木ともり） | 「BIRTH//DAY」 | テレビアニメ『魔王学院の不適合者〜史上最強の魔王の始祖、転生して子孫たちの学校へ通う〜』関連曲   |
| 12月28日 | ゴーハ第7小学校校歌（4人合唱ver.）                                                                   | 遊我（石橋陽彩）、ルーク（八代拓）、ガクト（花江夏樹）、ロミン（楠木ともり）                                                       | 「ゴーハ第7小学校校歌（4人合唱ver.）」 | テレビアニメ『遊☆戯☆王SEVENS』エンディングテーマ                                                 |
| 2021年   | | | |                                                                                                  |
| 2月24日  | BIBLION                                                                                              | B.A.C | 「Silent World」 「Pious Bullets」 「UTOPIA」 「Blessing After Cataclysm」                                                                                         | ゲーム『8 beat Story♪』関連曲                                                                    |
| 3月10日  | 巣立ちの歌/Life is サイダー                                                                          | アネモネリア | 「巣立ちの歌」 | テレビアニメ『ワンダーエッグ・プライオリティ』オープニングテーマ                                 |
| 3月10日  | 巣立ちの歌/Life is サイダー                                                                          | アネモネリア | 「Life is サイダー」 | テレビアニメ『ワンダーエッグ・プライオリティ』エンディングテーマ                                 |
| 3月10日  | 巣立ちの歌/Life is サイダー                                                                          | アネモネリア | 「anemos」 | テレビアニメ『ワンダーエッグ・プライオリティ』関連曲                                             |
| 3月10日  | 巣立ちの歌/Life is サイダー                                                                          | 青沼ねいる（楠木ともり） | 「巣立ちの歌」 | テレビアニメ『ワンダーエッグ・プライオリティ』関連曲                                             |
| 3月13日  | ゴーハ第7小学校校歌（ロミンver.）                                                                    | ロミン（楠木ともり） | 「ゴーハ第7小学校校歌」 | テレビアニメ『遊☆戯☆王SEVENS』エンディングテーマ                                                 |
| 3月16日  | Searchlight ―夢とうつつの物語―                                                                       | KiraraTerzett | 「Searchlight ―夢とうつつの物語―」 | ゲーム『きららファンタジア』第2部テーマソング                                                    |
| 4月25日  | 灼けつくエール                                                                                       | IN-HI 16 | 「1844より速く」 「最適解少女」 | ゲーム『八月のシンデレラナイン』関連曲                                                           |
| 8月4日   | 悔やむと書いてミライ/携帯恋話/ジャックポットサッドガール                                             | 25時、ナイトコードで。、初音ミク                                                                                                   | 「悔やむと書いてミライ」 「ジャックポットサッドガール」 | ゲーム『プロジェクトセカイ カラフルステージ！ feat. 初音ミク』関連曲                             |
| 10月27日 | アノーイング！さんさんウィーク！                                                                     | 五十嵐双葉（楠木ともり）、桜井桃子（早見沙織）、黒部夏美（青山玲菜）、月城モナ（古賀葵）                                           | 「アノーイング！さんさんウィーク！」 | テレビアニメ『先輩がうざい後輩の話』オープニングテーマ                                           |
| 10月27日 | アノーイング！さんさんウィーク！                                                                     | 五十嵐双葉（楠木ともり）、桜井桃子（早見沙織）、黒部夏美（青山玲菜）、月城モナ（古賀葵）                                           | 「アイドルソングうたってみた」 | テレビアニメ『先輩がうざい後輩の話』関連曲                                                       |
| 12月8日  | セカイ/ワーワーワールド/群青讃歌                                                                     | 星乃一歌（野口瑠璃子）、天馬司（廣瀬大介）、宵崎奏（楠木ともり）、初音ミク                                                         | 「セカイ」 | ゲーム『プロジェクトセカイ カラフルステージ！ feat. 初音ミク』関連曲                             |
| 12月8日  | セカイ/ワーワーワールド/群青讃歌                                                                     | 星乃一歌（野口瑠璃子）、花里みのり（小倉唯）、小豆沢こはね（秋奈）、天馬司（廣瀬大介）、宵崎奏（楠木ともり）、初音ミク             | 「群青讃歌」 | ゲーム『プロジェクトセカイ カラフルステージ！ feat. 初音ミク』関連曲                             |
| 2022年   | | | |                                                                                                  |
| 1月12日  | ハンドメイド流星雨（皐月ソラの場合）                                                                 | 皐月ソラ（楠木ともり） | 「ハンドメイド流星雨」 | 『十五少女』関連曲                                                                               |
| 1月19日  | 限りなく灰色へ/アイディスマイル                                                                      | 25時、ナイトコードで。、鏡音リン                                                                                                   | 「限りなく灰色へ」 | ゲーム『プロジェクトセカイ カラフルステージ！ feat. 初音ミク』関連曲                             |
| 1月19日  | 限りなく灰色へ/アイディスマイル                                                                      | 25時、ナイトコードで。、MEIKO | 「アイディスマイル」 | ゲーム『プロジェクトセカイ カラフルステージ！ feat. 初音ミク』関連曲                             |
| 3月16日  | 『遊☆戯☆王SEVENS』オリジナル・サウンドトラック SOUND RUSH THREE!!                                    | ロミン（楠木ともり） | 「Are You Re:D?」 | テレビアニメ『遊☆戯☆王SEVENS』挿入歌                                                             |
| 4月6日   | 25時、ナイトコードで。 SEKAI ALBUM vol.1                                                             | 25時、ナイトコードで。、初音ミク                                                                                                   | 「自傷無色」 「カトラリー」 | ゲーム『プロジェクトセカイ カラフルステージ！ feat. 初音ミク』関連曲                             |
| 4月6日   | 25時、ナイトコードで。 SEKAI ALBUM vol.1                                                             | 25時、ナイトコードで。［宵崎奏（楠木ともり）］、初音ミク                                                                           | 「命に嫌われている。」 「夜に駆ける」 | ゲーム『プロジェクトセカイ カラフルステージ！ feat. 初音ミク』関連曲                             |
| 4月6日   | 25時、ナイトコードで。 SEKAI ALBUM vol.1                                                             | 25時、ナイトコードで。、初音ミク                                                                                                   | 「独りんぼエンヴィー」 | ゲーム『プロジェクトセカイ カラフルステージ！ feat. 初音ミク』関連曲                             |
| 4月6日   | 25時、ナイトコードで。 SEKAI ALBUM vol.1                                                             | 25時、ナイトコードで。、初音ミク                                                                                                   | 「ビターチョコデコレーション」 | ゲーム『プロジェクトセカイ カラフルステージ！ feat. 初音ミク』関連曲                             |
| 6月22日  | 極光彩色 -shine for us-                                                                              | バイス（楠木ともり）、カレン（小清水亜美）                                                                                         | 「極光彩色 -shine for us-」 | ゲーム『白夜極光』関連曲                                                                         |
| 6月29日  | 全方向迷子カタログ                                                                                   | 池袋詩歌（楠木ともり） | 「全方向迷子カタログ」 | 小説『顔さえよければいい教室』関連曲                                                             |
| 7月6日   | Tin Toy Melody                                                                                       | シャノワール | 「Tin Toy Melody」 | テレビアニメ『プリマドール』オープニングテーマ                                                   |
| 7月6日   | Tin Toy Melody                                                                                       | シャノワール | 「機械仕掛けの賛歌」 | テレビアニメ『プリマドール』関連曲                                                               |
| 7月6日   | SHOW UP                                                                                              | シャノワール | 「夢咲＊ハレ舞台」 | テレビアニメ『プリマドール』関連曲                                                               |
| 7月6日   | SHOW UP                                                                                              | 鴉羽（楠木ともり） | 「ツギハギ」 | テレビアニメ『プリマドール』関連曲                                                               |
| 9月21日  | レヴューアルバム アルカナ・アルカディア                                                              | 雪代晶（野本ほたる）、リュウ・メイファン（竹内夢）、巴珠緒（楠木ともり）、神楽ひかり（三森すずこ）、西條クロディーヌ（相羽あいな） | 「永遠ハ死シテ生キル」 | ゲーム『少女☆歌劇 レヴュースタァライト -Re LIVE-』関連曲                                         |
| 9月21日  | ON STAGE                                                                                             | シャノワール | 「想歌灯」 | テレビアニメ『プリマドール』関連曲                                                               |
| 9月21日  | ON STAGE                                                                                             | 灰桜（和氣あず未）、鴉羽（楠木ともり）                                                                                             | 「華羽織」 | テレビアニメ『プリマドール』関連曲                                                               |
| 10月19日 | カナデトモスソラ/再生                                                                                | 25時、ナイトコードで。、巡音ルカ                                                                                                   | 「カナデトモスソラ」 | ゲーム『プロジェクトセカイ カラフルステージ！ feat. 初音ミク』関連曲                             |
| 10月19日 | カナデトモスソラ/再生                                                                                | 25時、ナイトコードで。、鏡音リン                                                                                                   | 「再生」 | ゲーム『プロジェクトセカイ カラフルステージ！ feat. 初音ミク』関連曲                             |
| 11月1日  | Journey                                                                                              | 初音ミク、星乃一歌（野口瑠璃子）、花里みのり（小倉唯）、小豆沢こはね（秋奈）、天馬司（廣瀬大介）、宵崎奏（楠木ともり）             | 「Journey」 | ゲーム『プロジェクトセカイ カラフルステージ！ feat. 初音ミク』2周年アニバーサリーソング          |
| 11月30日 | プリマドール BD 第2巻初回限定版特典CD                                                                | 鴉羽（楠木ともり） | 「鳥の詩」 | テレビアニメ『プリマドール』関連曲                                                               |
| 2023年   | | | |                                                                                                  |
| 3月29日  | プリマドール BD 第6巻初回限定版特典CD                                                                | シャノワール | 「Little Busters!」 | テレビアニメ『プリマドール』関連曲                                                               |
| 4月12日  | ロウワー/トリコロージュ                                                                              | 25時、ナイトコードで。、MEIKO | 「ロウワー」 | ゲーム『プロジェクトセカイ カラフルステージ！ feat. 初音ミク』関連曲                             |
| 4月12日  | ロウワー/トリコロージュ                                                                              | 25時、ナイトコードで。、初音ミク                                                                                                   | 「トリコロージュ」 | ゲーム『プロジェクトセカイ カラフルステージ！ feat. 初音ミク』関連曲                             |
| 4月28日  | Be The MUSIC!                                                                                        | 「All Music MIKUdemy」一同 | 「Be The MUSIC!」 | ゲーム『プロジェクトセカイ カラフルステージ！ feat. 初音ミク』関連曲                             |
| 6月7日   | ノマド/バグ                                                                                          | 25時、ナイトコードで。、鏡音リン                                                                                                   | 「ノマド」 | ゲーム『プロジェクトセカイ カラフルステージ！ feat. 初音ミク』関連曲                             |
| 6月7日   | ノマド/バグ                                                                                          | 25時、ナイトコードで。、鏡音レン                                                                                                   | 「バグ」 | ゲーム『プロジェクトセカイ カラフルステージ！ feat. 初音ミク』関連曲                             |
| 9月27日  | 君の夜をくれ/Iなんです                                                                               | 25時、ナイトコードで。、巡音ルカ                                                                                                   | 「君の夜をくれ」 | ゲーム『プロジェクトセカイ カラフルステージ！ feat. 初音ミク』関連曲                             |
| 9月27日  | 君の夜をくれ/Iなんです                                                                               | 25時、ナイトコードで。、初音ミク                                                                                                   | 「Iなんです」 | ゲーム『プロジェクトセカイ カラフルステージ！ feat. 初音ミク』関連曲                             |
| 9月27日  | Princess Letter(s)! フロムアイドル コンプリート・ベストアルバム                                      | 水茎あやめ（楠木ともり） | 「水茎あやめの話」 「よあけのあやめ feat.Tomggg」 「見えない翼（feat.bassy）」 「言花Letter(s)!」                                                                  | 『Princess Letter(s)! フロムアイドル』関連曲                                                     |
| 9月27日  | Princess Letter(s)! フロムアイドル コンプリート・ベストアルバム                                      | 雁矢よしの（高橋李依）、水茎あやめ（楠木ともり）、金魚鉢たより（芹澤優）                                                           | 「Spring Letter(s)!」 「Floating Flower(s)!」 「言花Letter(s)!」                                                                                                   | 『Princess Letter(s)! フロムアイドル』関連曲                                                     |
| 10月1日  | NEO                                                                                                  | 初音ミク、星乃一歌（野口瑠璃子）、花里みのり（小倉唯）、小豆沢こはね（秋奈）、天馬司（廣瀬大介）、宵崎奏（楠木ともり）             | 「NEO」 | ゲーム『プロジェクトセカイ カラフルステージ！ feat. 初音ミク』3周年アニバーサリーソング          |
| 10月25日 | スペシャルエンディングテーマCD File.04                                                               | アネット（楠木ともり） | 「Pureness×Careless」 | テレビアニメ『スパイ教室』エンディングテーマ                                                     |
| 11月8日  | ザムザ/キティ                                                                                        | 25時、ナイトコードで。、KAITO | 「ザムザ」 | ゲーム『プロジェクトセカイ カラフルステージ！ feat. 初音ミク』関連曲                             |
| 11月8日  | ザムザ/キティ                                                                                        | 25時、ナイトコードで。、鏡音レン                                                                                                   | 「キティ」 | ゲーム『プロジェクトセカイ カラフルステージ！ feat. 初音ミク』関連曲                             |
| 2024年   | | | |                                                                                                  |
| 1月10日  | 25時、ナイトコードで。 SEKAI ALBUM vol.2                                                             | 宵崎奏（楠木ともり）、東雲絵名（鈴木みのり）、初音ミク                                                                             | 「妄想感傷代償連盟」 | ゲーム『プロジェクトセカイ カラフルステージ！ feat. 初音ミク』関連曲                             |
| 1月10日  | 25時、ナイトコードで。 SEKAI ALBUM vol.2                                                             | 宵崎奏（楠木ともり）、朝比奈まふゆ（田辺留依）、初音ミク                                                                           | 「メリュー」 | ゲーム『プロジェクトセカイ カラフルステージ！ feat. 初音ミク』関連曲                             |
| 1月10日  | 25時、ナイトコードで。 SEKAI ALBUM vol.2                                                             | 25時、ナイトコードで。、MEIKO | 「フォニイ」 「命ばっかり」 | ゲーム『プロジェクトセカイ カラフルステージ！ feat. 初音ミク』関連曲                             |
| 1月10日  | 25時、ナイトコードで。 SEKAI ALBUM vol.2                                                             | 宵崎奏（楠木ともり）、暁山瑞希（佐藤日向）、初音ミク                                                                               | 「泥中に咲く」 | ゲーム『プロジェクトセカイ カラフルステージ！ feat. 初音ミク』関連曲                             |
| 1月10日  | 25時、ナイトコードで。 SEKAI ALBUM vol.2                                                             | 25時、ナイトコードで。、初音ミク                                                                                                   | 「ノンブレス・オブリージュ」 | ゲーム『プロジェクトセカイ カラフルステージ！ feat. 初音ミク』関連曲                             |
| 1月10日  | 25時、ナイトコードで。 SEKAI ALBUM vol.2                                                             | 宵崎奏（楠木ともり）、東雲絵名（鈴木みのり）、巡音ルカ                                                                             | 「それがあなたの幸せとしても」 | ゲーム『プロジェクトセカイ カラフルステージ！ feat. 初音ミク』関連曲                             |
| 1月10日  | 25時、ナイトコードで。 SEKAI ALBUM vol.2                                                             | 25時、ナイトコードで。、鏡音レン                                                                                                   | 「アイロニ」 | ゲーム『プロジェクトセカイ カラフルステージ！ feat. 初音ミク』関連曲                             |
| 5月22日  | プロジェクトセカイ カラフルステージ！ feat. 初音ミク アナザーボーカルアルバム 25時、ナイトコードで。 | 宵崎奏（楠木ともり） | 「悔やむと書いてミライ」 「命に嫌われている」 「独りんぼエンヴィー」 「アイディスマイル」 「夜に駆ける」 「カナデトモスソラ」 「カトラリー」 「再生」 「群青讃歌」 | ゲーム『プロジェクトセカイ カラフルステージ！ feat. 初音ミク』関連曲                             |
| 5月29日  | 演劇/25時の情熱                                                                                      | 25時、ナイトコードで。、巡音ルカ                                                                                                   | 「演劇」 | ゲーム『プロジェクトセカイ カラフルステージ！ feat. 初音ミク』関連曲                             |
| 5月29日  | 演劇/25時の情熱                                                                                      | 25時、ナイトコードで。、KAITO | 「25時の情熱」 | ゲーム『プロジェクトセカイ カラフルステージ！ feat. 初音ミク』関連曲                             |
| 9月4日   | トワイライトライト/私は雨                                                                            | 25時、ナイトコードで。、初音ミク                                                                                                   | 「トワイライトライト」 | ゲーム『プロジェクトセカイ カラフルステージ！ feat. 初音ミク』関連曲                             |
| 9月4日   | トワイライトライト/私は雨                                                                            | 25時、ナイトコードで。、鏡音レン                                                                                                   | 「私は雨」 | ゲーム『プロジェクトセカイ カラフルステージ！ feat. 初音ミク』関連曲                             |
| 2025年   | | | |                                                                                                  |
| 1月17日  | そこに在る、光。                                                                                     | 25時、ナイトコードで。 | 「そこに在る、光。」 | 劇場アニメ『劇場版プロジェクトセカイ 壊れたセカイと歌えないミク』関連曲                          |
| 1月30日  | Worlders                                                                                             | バーチャル・シンガー、Leo/need、MORE MORE JUMP!、Vivid BAD SQUAD、ワンダーランズ×ショウタイム、25時、ナイトコードで。              | 「Worlders」 | 劇場アニメ『劇場版プロジェクトセカイ 壊れたセカイと歌えないミク』エンディングテーマ              |
| 2月21日  | 群青讃歌（劇場版プロジェクトセカイver.）                                                             | Leo/need、MORE MORE JUMP!、Vivid BAD SQUAD、ワンダーランズ×ショウタイム、25時、ナイトコードで。                                    | 「群青讃歌（劇場版プロジェクトセカイver.）」 | 劇場アニメ『劇場版プロジェクトセカイ 壊れたセカイと歌えないミク』挿入歌                          |
| 3月31日  | 熱風                                                                                                 | 初音ミク、星乃一歌（野口瑠璃子）、花里みのり（小倉唯）、小豆沢こはね（秋奈）、天馬司（廣瀬大介）、宵崎奏（楠木ともり）             | 「熱風」 | ゲーム『プロジェクトセカイ カラフルステージ！ feat. 初音ミク』4周年アニバーサリーソング          |
| 3月31日  | アイデンティティ                                                                                     | 宵崎奏（楠木ともり）、初音ミク | 「アイデンティティ」 | 日清食品『カップヌードル』×『プロジェクトセカイ カラフルステージ！ feat. 初音ミク』コラボ楽曲    |
| 4月16日  | エンパープル/化けの花                                                                                | 25時、ナイトコードで。、鏡音リン                                                                                                   | 「エンパープル」 | ゲーム『プロジェクトセカイ カラフルステージ！ feat. 初音ミク』関連曲                             |
| 4月16日  | エンパープル/化けの花                                                                                | 25時、ナイトコードで。、KAITO | 「化けの花」 | ゲーム『プロジェクトセカイ カラフルステージ！ feat. 初音ミク』関連曲                             |
| 5月14日  | 25時、ナイトコードで。 SEKAI ALBUM vol.3                                                             | 25時、ナイトコードで。、初音ミク                                                                                                   | 「とても素敵な六月でした」 「神っぽいな」 「スロウダウナー」 「Bad Apple!! feat.SEKAI」 「マインドブランド」                                                       | ゲーム『プロジェクトセカイ カラフルステージ！ feat. 初音ミク』関連曲                             |
| 5月14日  | 25時、ナイトコードで。 SEKAI ALBUM vol.3                                                             | 宵崎奏（楠木ともり）、朝比奈まふゆ（田辺留依）、鏡音レン                                                                           | 「心做し」 「Shadow Shadow」 | ゲーム『プロジェクトセカイ カラフルステージ！ feat. 初音ミク』関連曲                             |
| 5月14日  | 25時、ナイトコードで。 SEKAI ALBUM vol.3                                                             | 宵崎奏（楠木ともり）、東雲絵名（鈴木みのり）、巡音ルカ                                                                             | 「キュートなカノジョ」 | ゲーム『プロジェクトセカイ カラフルステージ！ feat. 初音ミク』関連曲                             |
| 5月14日  | 25時、ナイトコードで。 SEKAI ALBUM vol.3                                                             | 25時、ナイトコードで。、鏡音リン                                                                                                   | 「エンヴィーベイビー」 | ゲーム『プロジェクトセカイ カラフルステージ！ feat. 初音ミク』関連曲                             |
| 5月14日  | 25時、ナイトコードで。 SEKAI ALBUM vol.3                                                             | 宵崎奏（楠木ともり）、暁山瑞希（佐藤日向）、MEIKO                                                                                  | 「ラグトレイン」 | ゲーム『プロジェクトセカイ カラフルステージ！ feat. 初音ミク』関連曲                             |
| 5月14日  | 25時、ナイトコードで。 SEKAI ALBUM vol.3                                                             | 25時、ナイトコードで。、KAITO | 「熱異常」 | ゲーム『プロジェクトセカイ カラフルステージ！ feat. 初音ミク』関連曲                             |
| 10月15日 | 余花にみとれて/D/N/A                                                                                 | 25時、ナイトコードで。、MEIKO | 「余花にみとれて」 | ゲーム『プロジェクトセカイ カラフルステージ！ feat. 初音ミク』関連曲                             |
| 10月15日 | 余花にみとれて/D/N/A                                                                                 | 25時、ナイトコードで。、鏡音リン                                                                                                   | 「D/N/A」 | ゲーム『プロジェクトセカイ カラフルステージ！ feat. 初音ミク』関連曲                             |

### その他参加作品
| 発売日        | 商品名      | 歌 | 楽曲                         | 備考                                                               |
| ------------- | ----------- | --- | ---------------------------- | ------------------------------------------------------------------ |
| 2018年5月29日 | -           | 富田美憂、楠木ともり、深町未紗、中恵光城、上原あかり | 「My Element」               | ゲーム『極光のレムリア 〜Hidden elements〜』主題歌                 |
| 2023年12月6日 | 眠れない EP | 楠木ともり | 「眠れない feat.楠木ともり」 | テレビアニメ『ひきこまり吸血姫の悶々』エンディングテーマ           |
| 2024年1月24日 | Stupid dog  | 楠木ともり | 「紛い者 feat.楠木ともり」   | TOOBOE メジャー1stアルバム                                         |
| 2024年6月14日 | Stargazer   | ASCA、伊東健人、上杉真央・阿部寿世 (fripSide)、内田真礼、大橋彩香、梶原岳人・島﨑信長・武内駿輔 (フラガリアメモリーズ)、楠木ともり、She is Legend (XAI・鈴木このみ)、芹澤優、茅原実里、早見沙織、Who-ya (Who-ya Extended)、羊宮妃那 (MyGO!!!!!) | 「Stargazer」                | ライブイベント『Animelo Summer Live 2024 -Stargazer-』テーマソング |

## ライブ・イベント

### 合同ライブ
| 出演日         | タイトル                                                                                  | 会場                                |
| -------------- | ----------------------------------------------------------------------------------------- | ----------------------------------- |
| 2021年1月3日   | Sony Music AnimeSongs ONLINE 日本武道館                                                   | 日本武道館（東京都）                |
| 2021年1月30日  | ANIMAX MUSIX 2021 ONLINE supported by U-NEXT                                              | 有明アリーナ（東京都）              |
| 2021年2月28日  | リスアニ!LIVE 2021 SUNDAY STAGE                                                           | 日本武道館（東京都）                |
| 2021年8月29日  | Animelo Summer Live 2021 -COLORS-                                                         | さいたまスーパーアリーナ（埼玉県）  |
| 2022年11月26日 | SACRA MUSIC FES. 2022 -5th Anniversary-                                                   | 幕張メッセ イベントホール（千葉県） |
| 2023年1月27日  | リスアニ!LIVE 2023 EXTRA STAGE                                                            | 日本武道館（東京都）                |
| 2024年7月27日  | リスパレ! LIVE vol.1                                                                      | 心斎橋 BIG CAT（大阪府）            |
| 2024年8月30日  | Animelo Summer Live 2024 -Stargazer-                                                      | さいたまスーパーアリーナ（埼玉県）  |
| 2025年3月8日   | SMA 50th Anniversary presents「TOMORI FES.」supported by KT Zepp Yokohama 5th Anniversary | KT Zepp Yokohama（神奈川県）        |

### その他ライブ
| 出演日        | タイトル                             | 会場                                    | 備考       |
| ------------- | ------------------------------------ | --------------------------------------- | ---------- |
| 2022年6月11日 | Project SEKAI セカイシンフォニー2022 | パシフィコ横浜 国立大ホール（神奈川県） | ゲスト出演 |
| 2024年3月20日 | TOOBOEワンマンツアー『和やかな支配』 | 恵比寿ザ・ガーデンホール（東京都）      | ゲスト出演 |

## 書籍

### 雑誌連載
- KUSUNOKI TOMORI's Art Studio（『B.L.T. VOICE GIRLS』Vol.41 - [注 5]、東京ニュース通信社）[251][252]